# Saison 2 de Gorg et Lala
 (septembre 2024).
Si vous disposez d'ouvrages ou d'articles de référence ou si vous connaissez des sites web de qualité traitant du thème abordé ici, merci de compléter l'article en donnant les références utiles à sa vérifiabilité et en les liant à la section « Notes et références ».
La deuxième saison de la série télévisée française Gorg et Lala est diffusée en clair d'août 2010 à juin 2011 sur Canal+ Family et Canal+.

## Épisode 1:Combat de plumes
- France : 30 août 2010 sur Canal+ Family

## Épisode 2:L'art
- France : 7 septembre 2010 sur Canal+ Family

## Épisode 3:Les boulettes de papier
- France : 21 septembre 2010 sur Canal+ Family

## Épisode 4:La fouille foire
- France : 18 octobre 2010 sur Canal+ Family

## Épisode 5:Les espions qui croyait prendre
- France : 25 octobre 2010 sur Canal+ Family

## Épisode 6:Le génie sans frotter
- France : 1er novembre 2010 sur Canal+ Family

## Épisode 7:Le chef-d'œuvre
- France : 15 novembre 2010 sur Canal+ Family

## Épisode 8:Guitare blaireau
- France : 3 janvier 2011 sur Canal+ Family

## Épisode 9:Silex, m'était conté
- France : 10 janvier 2011 sur Canal+ Family

## Épisode 10:Tais-toi quand tu poses
- France : 17 janvier 2011 sur Canal+ Family

## Épisode 11:Rien à foot
- France : 24 janvier 2011 sur Canal+ Family

## Épisode 12:Dans un couple, y'en a un trop
- France : 31 janvier 2011 sur Canal+ Family

## Épisode 13:Bille de clone
- France : 7 février 2011 sur Canal+ Family

## Épisode 14:La commedia des ratés
- France : 14 février 2011 sur Canal+ Family

## Épisode 15:Y'a le conte
- France : 21 février 2011 sur Canal+ Family

## Épisode 16:Un petit tour et puis s'en vont
- France : 25 février 2011 sur Canal+ Family

## Épisode 17:La commedia des ratés
- France : 28 février 2011 sur Canal+ Family

## Épisode 18:Surprise!
- France : 7 mars 2011 sur Canal+ Family

## Épisode 19:Mon grigri d'amour
- France : 14 mars 2011 sur Canal+ Family

## Épisode 20:T'as trop la cot
- France : 21 mars 2011 sur Canal+ Family

## Épisode 21:Le zenificateur
- France : 25 mars 2011 sur Canal+ Family

## Épisode 22:Une histoire
- France : 28 mars 2011 sur Canal+ Family

## Épisode 23:Soap populaire
- France : 11 avril 2011 sur Canal+ Family

## Épisode 24:Tout le monde peut se tromper
- France : 18 avril 2011 sur Canal+ Family

## Épisode 25:Horreur de jeunesse
- France : 25 avril 2011 sur Canal+ Family

## Épisode 26:Fourrure de voir
- France : 1er juillet 2011 sur Canal+ Family

## Épisode 27:Monarchie dans la colle
- France : 1er juillet 2011 sur Canal+ Family

## Épisode 28:Pire noël
- France : 11 juillet 2011 sur Canal+ Family

## Épisode 29:Quel cirque!
- France : 18 juillet 2011 sur Canal+ Family

## Épisode 30:Y'a le conte
- France : 25 juillet 2011 sur Canal+ Family